# Jurado (cargo foral de Valencia)

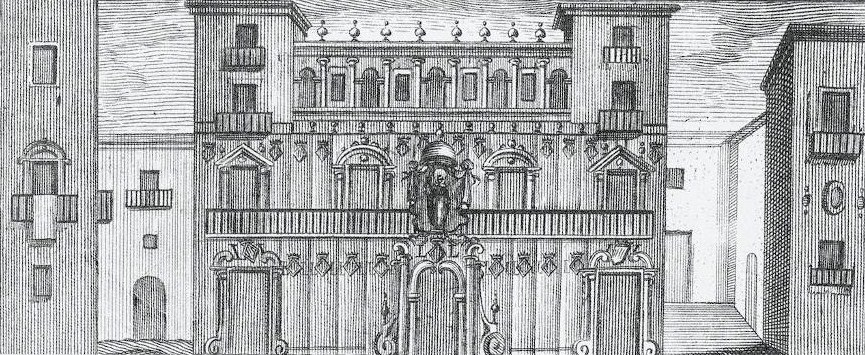
Fachada de la Casa de la Ciutat de València en un grabado de 1762

Los jurats (jurados) eran el órgano ejecutivo supremo de gobierno de la ciudad de Valencia (España) durante la llamada «época foral», es decir, durante la existencia del Reino de Valencia (1238-1707). La institución se remonta a 1245 estaba formada por cuatro prohoms o ciutadans ('prohombres' o 'ciudadanos') y dos cavallers i generosos —la pequeña nobleza urbana—, elegidos por un año por el Consell General sobre una lista 12 candidatos de cada estamento —un "ciutadà" y un "cavaller i generós" por cada una de las 12 parroquias de la ciudad— elaborada por los jurats salientes y desde 1418 por el rey a propuesta del racional —lista de candidatos llamada ceda—. En 1633 la ciudad consiguió el privilegio de insaculación por el que a partir de entonces los jurats se designaban por sorteo de una bolsa de 30 cavallers i generosos i de 60 ciutadans.

## Historia

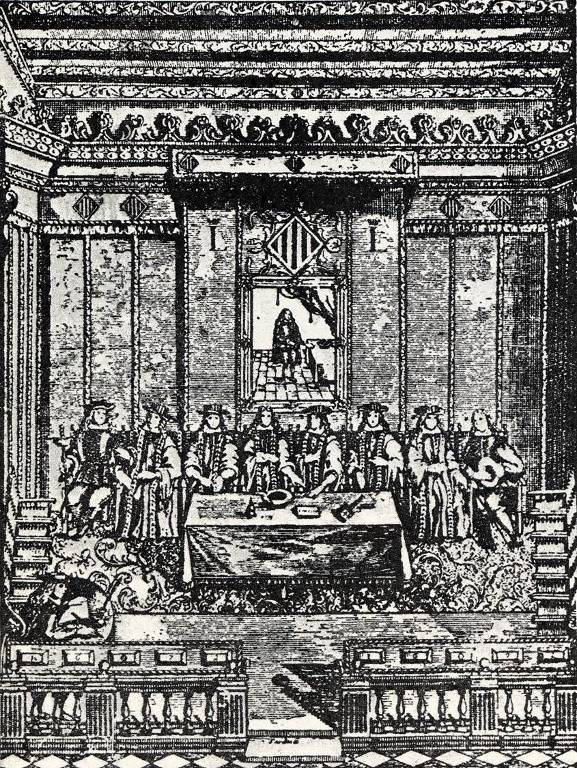
Los jurats reunidos en la "Cambra Daurada" de la Casa de la Ciutat de Valencia en 1672

Los jurats formaban parte del Consell Secret ('Consejo Secreto') que era el órgano directivo de la ciudad, y en el cual el Consell General había delegado la mayoría de sus funciones. Fueron establecidos por Jaime I mediante el privilegio de 15 de septiembre de 1245, siendo entonces cuatro miembros que debían seleccionar a sus sucesores cada año y nombrar a los miembros del Consejo General. En 1250 y 1266 Pedro III recortó sus competencias, pero posteriormente el 8 de septiembre de 1278 dejó establecido el sistema de seis jurados. De nuevo se redujo a cuatro en 1283, y finalmente, el 1 de mayo de 1321, seis miembros de forma definitiva, durante el reinado de Jaime II.
El Consell Secret estaba integrado, además de por los seis jurats, por el racional que era un antiguo jurat designado por el rey por un período de tres años entre tres candidatos extraídos por el método de la insaculación, y que era el encargado de la supervisión de las finanzas municipales —al controlar la elección de los jurats a través de la confección de la lista de la ceda que enviaba al rey, entre 1418 y 1633 se convirtió en la máxima autoridad de facto del municipio—; el síndic ('síndico'), designado por el Consell General, que ostentaba la representación o procuración ciudadana frente a otras instancias de poder; y cuatro advocats ('abogados') de la ciudad y el escrivà de la Sala ('el escribano de la Sala'), cargos vitalicios con voz pero sin voto en el Consell Secret.
La elección de los jurats que gobernaban la ciudad se realizaba mediante unas listas de 12 ciutadans y 12 cavallers i generosos —uno por cada parroquia de la ciudad, respectivamente— que eran elaboradas por el Consell General, por lo que el papel del rey en su elección al principio era meramente simbólico —los nuevos jurats juraban su cargo ante el batle general, como máximo oficial real—. Sin embargo a partir de 1418 la monarquía consiguió recortar la considerable autonomía que había alcanzado la ciudad de Valencia a lo largo de los cien años anteriores, cuando el rey Alfonso el Magnánimo estableció el procedimiento de la ceda para el nombramiento de los jurats. La ceda era una lista de 12 ciutadans y 12 cavallers que enviaba el rey cada año al municipio para la renovación anual de los 6 jurats, lo que aseguraba que salieran elegidas por el Consell General personas de confianza del rey.
En 1519, la revuelta de las Germanías fue un movimiento de protesta social impulsado por los gremios (oficios) de Valencia entre 1519 y 1522 con el propósito, entre otros, de alterar la composición de los jurados de la ciudad, de forma que dos de ellos fuesen burgueses: uno artesano y otro artista (notario, farmacéutico o médico). Aunque una vez finalizada la revuelta, con la represión que siguió, este fin se vio frustrado, sí disponemos de los nombres de aquellos jurados en estos años:
1518: Miguel Jerónimo Berenguer, Miguel Ángel Bou, Gaspar Felipe Cruïlles, Francisco Gil, Guillermo March y Bartolomé Vernegal.
1519: Jerónimo Blasco, Jerónimo Cervera, Francisco Fachs, Onofre Ferrando, Baltasar Miquel y Tomás Vives.
1520: Luis Bustamante, Pedro Guillermo García, Andrés Gasull, Andrés Gómis, Gaspar Juan y Jaime Pons.
1521: Arnau Bosch, Miguel Ángel Bou, Jerónimo Coll, Juan Onofre Fachs, Francisco Navarro y Jaime Ros.
1522: Nicolás Benito Alpont, Guillermo Ramón Catalá, Guillermo March, Bartolomé Martí, Jaime Penarroja y Bernardo Juan Roig.
La lista de la ceda en realidad era confeccionada por el racional y enviada por éste al rey, por lo que el racional se convirtió en el hombre de confianza del rey, con unas atribuciones que lo convirtieron de facto en la máxima autoridad del municipio, por encima de los jurats, ya que además era quien "sugería" qué personas debían nombrar los jurats para el Consell y para los diferentes cargos de la ciudad.
El control del racional del gobierno municipal se mantuvo hasta 1633 cuando la ciudad consiguió de Felipe IV el privilegio de insaculación a cambio del pago de un servei de 20.000 libras al rey. A partir de entonces la elección de los jurats se haría por el método de sacar de una bolsa que contendría los nombres de 30 cavallers, nombrados de por vida por el rey a propuesta de sus pares, los dos jurats correspondientes a los cavallers i generosos, y de otra con el nombre de 60 de ciutadans, seleccionados de la misma forma que los cavallers, los cuatro jurats que les correspondían. Según James Casey, el abandono de la «forma antigua» de selección de los jurats, al que se opusieron algunos consejeros del rey porque suponía perder el control directo de la ciudad, se debió a la importante cantidad de dinero que obtuvo la monarquía y también a "la posibilidad de contar con una élite estable en Valencia, una oligarquía mejor definida que la de los antiguos «ciudadanos», cuya gratitud hacia la monarquía por la defensa de sus privilegios les hiciese más favorables a demandas fiscales ulteriores provenientes de la corte".
Los jurats tenían por distintivo una Toga o gramalla que recordaba la "trábea purpúrea" del Cónsul romano. 
Su prioridad era el abastecimiento de la ciudad pudiendo prohibir la exportación de cereals o ganado, castigar a los infractores e incluso armar galeras contra contrabandistas y castigarlos de acuerdo con lo que dictaban los Fueros de Valencia. También confirmaban o modificaban ordenanzas gremiales, gestión de aguas urbanas, higiene y fijado de precios de venta. Tenían jurisdicción sobre las sentencias de los amprius, "private quad alios", es decir sobre los pastos de todo el Reino, y el pacer de las hierbas y los daños que fueran cometidos por los vecinos de Valencia con sus ganados, así como los proveedores, suministradores de la ciudad, siendo la máxima instancia al respecto.
Recibían apelaciones de lo juzgado por el Mustaçaf y por los administradores de las sisas e impuestos de Valencia. Podían hacer estatutos y ordenanzas.
Para apelar sus decisiones se acudía al Consejo Real de Aragón mediante un recurso. Las sentencias de amprius era una función especifica de los jurats de Valencia para todo lo Reino, exceptuando Orihuela donde no tenían jurisdicción. También eran de su responsabilidad las tierras de marjal, plazas, calles, salidas y las riberas del Turia. 
El que salía a suertes de cada estamento, era el Jurat en Cap (Primero de los Jurados), por tanto estaba el Jurado en Cap del estamento de los caballeros y el del estamento de los ciudadanos.
La institución de los jurados, como todas las que establecían los Fueros, desaparecieron con la eliminación de los Fueros, abolidos por el Decreto de Nueva Planta, en el contexto de la Guerra de Sucesión, y los jurados fueron sustituidos por la figura tradicionalmente castellana de los regidores.